# واين كوين
واين كوين (بالإنجليزية: Wayne Quinn)‏ (19 نوفمبر 1976 في المملكة المتحدة - ) هو لاعب كرة قدم بريطاني في مركز الدفاع. لعب مع شيفيلد يونايتد ونيوكاسل يونايتد ووست هام يونايتد.

## وصلات خارجية
- واين كوين على موقع قاعدة بيانات كرة القدم.إي يو (الإنجليزية)
- واين كوين على موقع Soccerbase.com (لاعب) (الإنجليزية)
- واين كوين على موقع عالم كرة القدم.نت (الإنجليزية)